# Le Voyage du prince
Pour plus de détails, voir Fiche technique et Distribution.
Le Voyage du prince est un film d'animation français réalisé par Jean-François Laguionie et Xavier Picard sorti en 2019. C'est la suite indirecte du film Le Château des singes (1999) du même réalisateur, située dans le même univers et reprenant le personnage du prince, mais proposant une histoire autonome,. Un vieux singe, qui est un prince venu d'au-delà de la mer, s'échoue sur la plage d'un pays inconnu. Découvert par un jeune singe, Tom, il est recueilli par des scientifiques marginaux et découvre peu à peu une ville somptueuse équipée de technologies à ses yeux très avancées telles que l'électricité et le travail en usine. Mais il découvre bientôt les limites de cette ville idéale, dont les habitants sont persuadés d'être les seuls êtres civilisés au monde.

## Synopsis
Un vieux Prince échoue sur un rivage inconnu. Blessé et perdu, il est retrouvé par le jeune Tom et recueilli par ses parents, deux chercheurs dissidents qui ont osé croire à l’existence d’autres peuples. Le Prince, guidé par son ami Tom, découvre avec enthousiasme et fascination cette société pourtant figée et sclérosée. Pendant ce temps, le couple de chercheurs rêve de convaincre l’Académie de la véracité de leur thèse auparavant rejetée.

## Fiche technique
- Titre : Le Voyage du prince
- Réalisation : Jean-François Laguionie et Xavier Picard
- Scénario : Jean-François Laguionie et Anik Le Ray
- Animation :
- Montage :
- Musique : Christophe Héral
- Décors :
- Producteur : Armelle Glorennec et Éric Jacquot
- Production : Mélusine Productions et Blue Spirit
- Distribution : Gebeka Films
- Pays d’origine :  France,  Luxembourg[3]
- Format : couleur
- Genre : Animation
- Langue originale : français
- Durée : 75 minutes
- Dates de sortie :
  -  France : 4 décembre 2019
  -  Belgique : 11 décembre 2019[3]

## Distribution
- Enrico Di Giovanni : le prince
- Thomas Sagols : Tom
- Gabriel Le Doze : Abervrach
- Marie-Madeleine Burguet-Le Doze : Elizabeth
- Célia Rosich : Nelly
- Catherine Lafond : Rose
- Frédéric Cerdal : Julius
- Patrick Bonnel : Le Président

## Conception du film

### Idée originale
Quand il réalise Le Château des singes en 1999, Jean-François Laguionie le conçoit comme un film autonome, même si les spectateurs enfants lui posent des questions sur une possible suite. L'idée d'une suite ne commence à prendre forme qu'en 2011, sur une proposition faite par les producteurs Armelle Glorennec et Éric Jacquot, du studio de production Blue Spirit, qui terminent alors un travail avec Jean-François Laguionie sur un autre film, Le Tableau. Laguionie commence à noter des idées pour une suite et aboutit à un nouveau projet de film.
Le projet avance lentement pendant quelques années, Laguionie étant pris par la réalisation de Louise en hiver et les producteurs par celle de Ma vie de Courgette. Il reprend quelques années après. Sur la proposition des producteurs, Xavier Picard, qui vient d'achever Les Moomins sur la Riviera, se joint à Laguionie en tant que co-réalisateur.

### Scénario
Le scénario est co-écrit par Jean-François Laguionie et la scénariste Anik Le Ray, qui avait déjà co-scénarisé trois de ses films précédents : L'Île de Black Mór, Le Tableau et Louise en hiver.
Laguionie situe la société moderne des singes non pas de nos jours, mais à un niveau technologique et artistique qui rappelle le XIXe siècle français, afin que le résultat soit moins manichéen et esthétiquement plus intéressant.

### Musique
La musique du Voyage du Prince est composée par Christophe Héral, qui avait déjà travaillé avec Laguionie pour L'Île de Black Mór.

## Accueil

### Critique
En France, le film reçoit un excellent accueil dans la presse à sa sortie en salles en décembre 2019. Le site Allociné recense une moyenne des critiques presse de 4,1/5.
Dans Le Monde, Clarisse Fabre salue « un film d’animation drôle, poétique, à l’esprit critique décalé ». Le Parisien, attribue au film une note de 4 sur 5 et estime que Laguionie « remet en scène de façon brillante et magnifique son Laankos [personnage du Château des singes] » grâce à un scénario qui approfondit des thématiques abordées dans Le Château des singes mais « plus présentes et actuelles que jamais : refus de la différence, invasion de la technologie, mépris de la nature » ainsi qu'aux graphismes qui forment « un petit bijou aux lignes très pures et tout en camaïeu de teintes vertes et brunes », le tout formant « une pépite aussi splendide que drôle et intelligente » adaptée à un public familial. Dans Télérama, Guillemette Odicino considère le film comme « une superbe fable humaniste ». Dans Libération, Marius Chapuis voit dans le film le travail d'un « formidable créateur de monde » qui « arrange la rencontre entre la Renaissance et l’univers de la Révolution industrielle, incarnée dans cette cité contre nature, arrachée à une forêt qu’il faut repousser sans cesse » pour relater un « conte philosophique qui refuse de faire la morale », évoquant des thèmes tels que la société de consommation, l'art, le travail et l'aliénation, sans pour autant présenter les écologistes comme des êtres parfaits. Il apprécie également la « majesté » et la « beauté classique » des graphismes qu'il juge plus réussis que ceux du Château des singes qui lui paraissent avoir vieillis.

### Box-office
Le Voyage du prince sort en salles en France le 4 décembre 2019. Au cours de sa première semaine, le film rassemble environ 16 200 entrées. Après environ trois semaines d'exploitation dans une centaine de salles au maximum, Le Voyage du prince cumule 106 534 entrées.